# Tanya Donelly

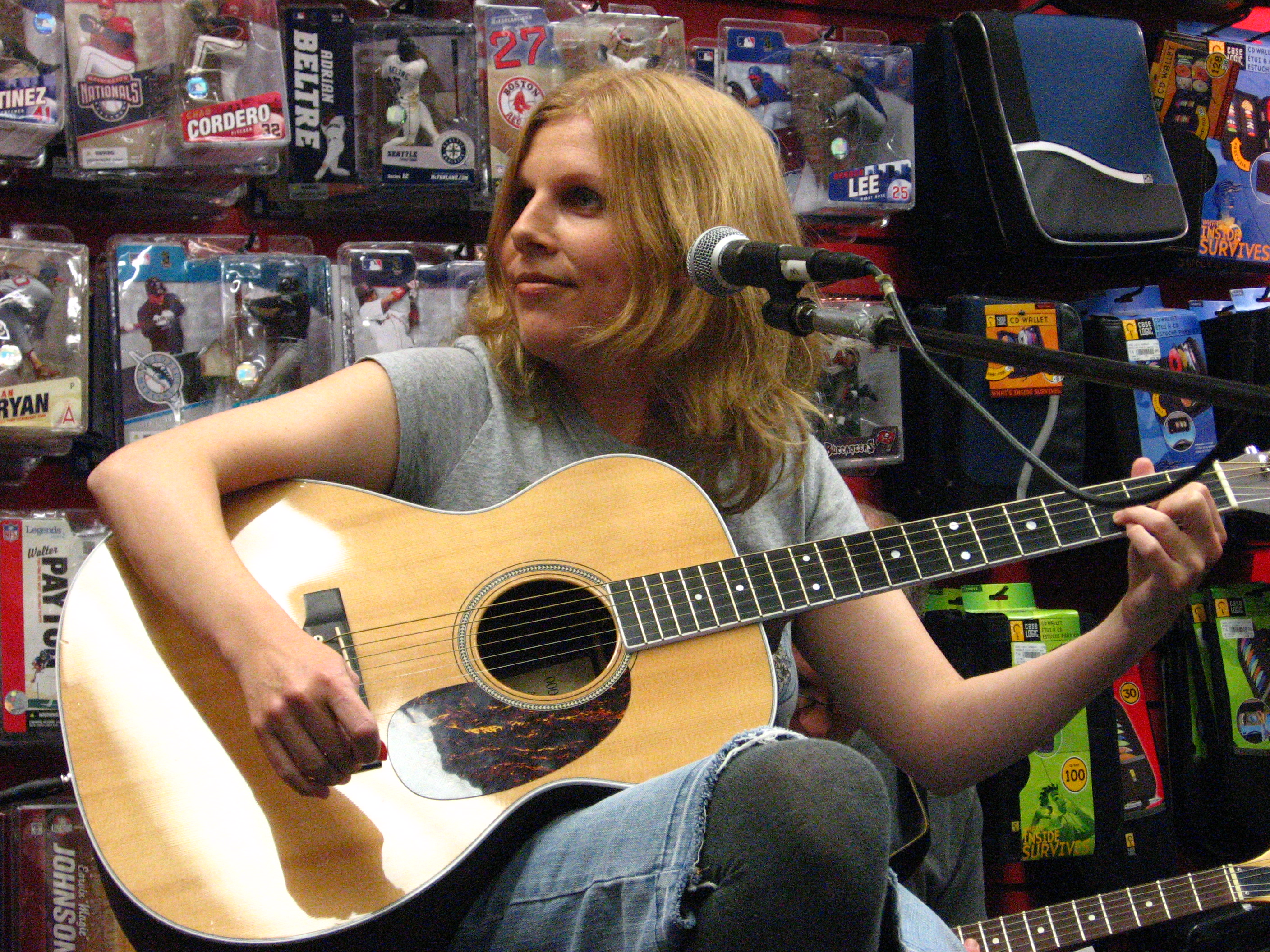

Tanya Donelly (Newport, 14 de julho de 1966) é uma cantora, compositora e guitarrista estadunidense indicada ao Grammy.

## Grupos
Tanya co-fundou o grupo Throwing Muses com sua meia-irmã Kristin Hersh. Ela então continuou a trabalhar na banda The Breeders e Belly nos anos 1990. No fim da década de 1990, ela instalou-se em uns carreira solo, trabalhando grandemente com músicos ligados a cena musical de Boston.
Tanya Donelly é mais conhecida pelo seu trabalho indicado ao Grammy nos anos 1990, como vocalista e compositora da banda Belly, quando ela deixou sua marca na rádio nacional e na televisão com sua composição "Feed the Tree" ("Alimente a Árvore"). 

## Gravadoras
Com a banda Belly, Tanya gravou na Sire/Reprise Records e 4AD Records. Já os trabalhos solo têm sido lançados pelaWarner Bros. Records e 4AD.

## Influências
Com o passar dos anos ela tem listado várias influências musicais. Em uma entrevista ela disse que foi influenciada na guitarra por Marc Ribot, pela banda The Beatles e também pelo fundador da banda, Hersh. Mais recentemente ela mencionou Leonard Cohen como um compositor herói, citando Lucinda Williams e Joan Wasser, como seus músicos favoritos atualmente e listou bandas de Boston tais como os Dambuilders, Pixies, e Count Zero como antigas favoritas. Embora Tanya Donelly cante principalmente suas próprias músicas, nos últimos anos ela adicionou ao seu repertório covers de Robyn Hitchcock, Nina Simone, e The Beatles.

### Albums
- Lovesongs for Underdogs (9 de agosto de 1997)
- Beautysleep (18 de fevereiro de 2002)
- Whiskey Tango Ghosts (26 de julho de 2004)
- This Hungry Life (Outubro de 2006)
- Beautysleep And Lovesongs Demos (Outubro de 2006)[1]